# Amasya (tartomány)
Amasya tartomány Törökország egyik északi tartománya a Fekete-tengerhez közel. Székhelye Amasya.
Már Nagy Sándor idejében is írásos dokumentumok tanúskodnak a létezéséről, akkor még Amaesia név alatt. Amasya a görög földrajztudós Sztrabón szülőhelye.
Amasya az ország legkiválóbb almatermelő vidéke; az oszmán időkben híres volt medreszéiről (iskoláiról). A tartomány volt a halveti szúfi rend központja.

## Körzetei
A tartománynak hét körzete van:
- Amasya
- Göynücek
- Gümüşhacıköy
- Hamamözü
- Merzifon
- Suluova
- Taşova